# Клара Ешкенази
Клара Аврам Ешкенази (Искра) е участничка в Съпротивителното движение по време на Втората световна война. Българска партизанка от Втора родопска бригада „Васил Коларов“.

## Биография
Клара Ешкенази е родена на 12 ноември 1922 г. в Чирпан. Българска гражданка от еврейски произход. От 1938 г. е активен член на РМС и ръководи ремсовата група в Чирпан. През 1941 г. се изселва в Пловдив. Приета е за член на БРП (к). Възлага ѝ се задачата да бъде партиен куриер между Пловдив и Чирпан.
Участва в Съпротивителното движение по време на Втората световна война. През есента на 1941 г. Клара Ешкенази е арестувана. Въпреки жестоките изтезания, на които е подложена, не прави признания и е освободена. Привлечена е в състава на II Районен комитет на БРП (к) в Пловдив. Заради провал в организацията преминава в нелегалност и от 2 април 1943 г. е партизанка в чета „Райчо Кирков“ от Втора родопска бригада „Васил Коларов“. Приема партизанско име Искра.
На 3 септември 1944 г. част от Втора родопска бригада „Васил Коларов“ е в Новаковския балкан (Източни Родопи) и попада в обкръжение. Започва неравен бой с няколкохилядна войска и жандармерия. Клара Ешкенази и още 16 партизани се откъсват от отряда и попадат в засада. Загива разкъсана от бомба край село Попово, Пловдивски окръг.
През 1950 г. на партизанското ѝ име е именувано село Искра (бивше Попово) в Община Първомай, област Пловдив. В селото е издигнат паметник в нейна чест. В град Чирпан има улица, наречена на Клара Ешкенази.